# مولدان
مُوَلَّدان (اسپانیایی: muladí‎) یا مولدها اصلاحی است که در سده‌های میانه برای اشاره به افرادی در اندلس به‌کار می‌رفت که تباری اسپانیایی داشتند اما مسلمان شده بودند یا مسلمانانی بودند از تبار آمیختهٔ اسپانیایی و عرب و بربر.
در سده‌های هشتم و نهم میلادی، در آن قسمت‌هایی از شبه جزیره ایبری که تحت سلطه مسلمانان بود، بخشی از جمعیت بومی که تا آن زمان مسیحی بودند مسلمان شدند. این تغییر دین در سده دهم شتاب گرفت و از این رو تا پایان این قرن مولدها تبدیل به اکثریت جمعیت اندلس شدند.
مولدان اما بسیاری از آداب و رسوم پیش از اسلام خود را حفظ کردند.
مولدان تقریباً‌ به طور دائمی در حال شورش علیه مهاجران عرب و بربر بودند. این مهاجران کشتزارها و املاک بزرگی برای خود ترتیب داده بودند که کارکنان آن را برده‌های مسیحی تشکیل می‌دادند. معروف‌ترین این شورش‌ها توسط یک مولد شورشی به نام عمر ابن حفصون در منطقه مالاگا و رندا رهبری شد. 
ابن حفصون حدود چهل سال کنترل چندین دره در کوهستان را در دست داشت و اقامتگاه خود را کاخ بوباسترو قرار داده بود. او در نهایت با پسران خود از اسلام خارج شد و به مسیحیت گروید، نام خود را به ساموئل تغییر داد و خود را نه تنها رهبر جنبش ملی‌گرای مسیحی اعلام کرد، بلکه رهبری یک جنگ صلیبی علیه اسلام را نیز عهده‌دار شد.